# Spiritual Garden
A Spiritual Garden Kitaró japán zeneszerző 2006. február 21-én megjelent albuma. Kitarót Tamano Koichi butō táncelőadása inspirálta az album elkészítésére. Az album különlegessége, hogy a zenét feleségével, Keikóval együtt szerezte.

## Az album dalai
1. Gentle Forest – 3:41
2. The Stone and the Green World – 8:43
3. Sunlight Dancing – 10:13
4. Moon Flower – 3:12
5. Wind and Water – 5:21
6. Moon Shadow – 3:40
7. Love for Elka – 5:30
8. Hydrosphere – 3:10
9. Quasar – 6:50
10. White Night – 1:56
11. Spiritual Garden – 4:37